# Илюхин, Виктор Иванович
Ви́ктор Ива́нович Илю́хин (1 марта 1949, Сосновка, Пензенская область, РСФСР, СССР — 19 марта 2011, Кратово, Московская область, Российская Федерация) — советский и российский политический деятель, прокурор, юрист. Депутат Государственной думы России, член фракции Коммунистической партии Российской Федерации. Государственный советник юстиции 2-го класса. Заместитель председателя комитета Госдумы по безопасности, член комиссии ГД по противодействию коррупции, член комиссии ГД по рассмотрению расходов федерального бюджета, направленных на обеспечение обороны и государственной безопасности РФ. Председатель политического движения «В поддержку армии, оборонной промышленности и военной науки» (ДПА) (1998—2011).
Получил широкую известность как лицо, выдвинувшее обвинения в государственной измене против трёх президентов подряд — Михаила Горбачёва (в отношении которого будучи прокурором возбудил уголовное дело, за что был уволен), Бориса Ельцина и Владимира Путина. Именовался СМИ «охотником за президентами» и «красным прокурором».

## Биография
В. И. Илюхин родился 1 марта 1949 года в селе Сосновка Кузнецкого района Пензенской области. Начал трудовую деятельность грузчиком в Кузнецком леспромхозе. Окончил Саратовский юридический институт им. Д. И. Курского в 1971 году. Одновременно с обучением в институте работал следователем в Пензенском РОВД. После окончания института проходил срочную службу в Военно-морском флоте на плавбазе подводных лодок Тихоокеанского флота. С 1975 года работал следователем в районной прокуратуре, следователем Пензенской областной прокуратуры, заместителем начальника следственного отдела, начальником отдела, заместителем прокурора Пензенской области. С 1978 года член КПСС.
В 1984—1986 гг. занимал пост заместителя прокурора Пензенской области. В 1986—1991 годах работал в Генеральной прокуратуре СССР заместителем начальника главного следственного управления. Принимал участие в расследованиях преступлений военных преступников-нацистов. Работал в «горячих» точках страны, возглавлял спецгруппы по расследованию обстоятельств событий в Армении, Азербайджане, Фергане, Приднестровье и Грузии.
В августе 1989 года Илюхин был назначен (по рекомендации генпрокурора СССР Сухарева) начальником управления по надзору за исполнением законов о государственной безопасности, член коллегии прокуратуры и старшим помощником генерального прокурора СССР.
В 1990 году Илюхин выступил против следственной группы Гдляна — Иванова с обвинениями в использовании «незаконных методов ведения следствия» и требованием возбудить против участников группы уголовное дело (группа занималась разоблачением партийно-хозяйственной мафии в Узбекистане). «Этих двух людей толпа возвела в ранг великомучеников, а они не мученики, а великие беззаконники», — заявил Илюхин. Однако общественность встала на защиту следователей, а Илюхин после подобных заявлений, по выражению ряда СМИ, прослыл реакционером. Был консультантом детектива «Место убийцы вакантно…», снятого в 1990 году.
4 ноября 1991 года возбудил против президента СССР Михаила Горбачёва уголовное дело по статье 64 УК РСФСР (измена Родине) в связи с подписанием им постановлений Госсовета СССР от 6 сентября 1991 года о признании независимости Литвы, Латвии и Эстонии. В результате принятия данных постановлений был нарушен закон СССР от 3 апреля 1990 года «О порядке решения вопросов, связанных с выходом союзной республики из состава СССР» (в этих республиках не проводились референдумы о выходе из состава Союза ССР). Генеральный прокурор СССР Николай Трубин прекратил дело в связи с тем, что решение о признании независимости прибалтийских республик принимал не лично президент, а Госсовет. Через два дня Илюхин был уволен из аппарата Прокуратуры СССР. После ухода из органов прокуратуры он работал обозревателем газеты «Правда», был заведующим правовым отделом издания.

### Политическая деятельность
В январе 1992 года Илюхин призывал возбудить уголовные дела против президента РСФСР Б. Ельцина, президента Украины Л. Кравчука и председателя Верховного Совета Белоруссии С. Шушкевича за подписание ими Беловежского соглашения о прекращении существования СССР.
В 1993—1994 годах был сопредседателем Фронта национального спасения. В сентябре—октябре 1993 года Илюхин принял участие в событиях, связанных с противостоянием между парламентом (Верховным Советом) и низложенным им президентом России Борисом Ельциным. После того как, согласно указу Ельцина, были распущены Верховный Совет и Съезд народных депутатов России, Илюхин постановлением парламента был назначен специальным прокурором и возбудил уголовное дело «по факту антиконституционных попыток прекращения деятельности Съезда народных депутатов, Верховного Совета и законно избранных судебных органов». Находился в здании Верховного Совета России, когда верные Ельцину войска начали его обстрел (согласно другим сведениям, Илюхин ушёл из осаждённого Белого дома до начала штурма).
12 декабря 1993 года избран депутатом Государственной думы первого созыва по Первомайскому одномандатному округу № 136 (Пензенская область). В том же году он возглавил общественную комиссию по расследованию антиконституционной деятельности Горбачёва. В январе 1994 года избран председателем комитета Государственной думы по безопасности.
11 апреля 1995 года вошёл в национальный совет КРО, председателем которого стал Юрий Скоков. В декабре 1995 года избран депутатом Государственной Думы 2-го созыва. Вошёл во фракцию КПРФ. 30 января 1996 года избран председателем Комитета Думы по безопасности.
В 1998 году Илюхин заявил о расхищении целевого кредита (МВФ) в размере около 4,8 млрд долларов, выделенного для предотвращения дефолта.
После убийства Льва Рохлина в 1998 году стал председателем Движения в поддержку армии, оборонной промышленности и военной науки (ДПА), которое имеет 76 региональных отделений и объединяет сотни тысяч участников.
В 1999 году участвовал в процедуре конституционного отрешения от должности президента России, выступил с речью перед депутатами Госдумы. До импичмента Б. Н. Ельцина не хватило 17 голосов.
По собственным заявлениям, вечером 12 декабря 1999 года на него было совершено покушение: когда он вышел на улицу выносить мусор, в него попытались выстрелить. Политик не пострадал, успев закрыть входную дверь: у нападавшего заклинило оружие (некий пистолет аргентинского производства с глушителем). Со слов Илюхина, покушение могло быть связано с его политической деятельностью.
14 апреля 2002 года участвовал как кандидат в выборах губернатора Пензенской области, заняв в итоге второе место после Василия Бочкарёва.
В декабре 2003 года в четвёртый раз избран депутатом Государственной Думы, являлся заместителем председателя комитета Госдумы по безопасности.
Привлекался как эксперт к работе Конституционного суда России, а также комитетов ООН. Работал обозревателем газеты «Правда». Автор многих статей по вопросам внешней и внутренней политики российских властей. Участвовал в создании ряда проектов законов и кодексов, в том числе таких как: Уголовный кодекс РФ, Уголовно-исполнительный кодекс РФ, законов «Об оружии», «Об оперативно-розыскной деятельности», «О внешней разведке», «Об органах Федеральной службы безопасности РФ», «О борьбе с терроризмом».
Вёл своё расследование Катынского дела. Отстаивал советскую версию. В мае 2010 года выступил с сенсационным заявлением о масштабных фальсификациях исторических документов на высшем уровне во времена Ельцина. Согласно его позиции, в начале 90-х годов была изготовлена записка Л. П. Берии в Политбюро ВКП(б) от 5 марта 1940 года, в которой предлагалось расстрелять более 20 тысяч польских военнопленных.
10 февраля 2011 года выступил докладчиком очередного заседания, возглавлявшегося им Общероссийского офицерского собрания. По окончании своего доклада Илюхин озвучил заключение, согласно которому «Владимир Путин в годы своего президентства допустил ряд действий, подпадающих под признаки измены Родине».Там же он отмечал: «Многие из тех, кто хорошо знает В. Путина, были с ним в сложных ситуациях, отмечают в нём жесткость, переходящую в жестокость, определённую мстительность и его злую память, способность „карабкаться наверх“, не стесняясь в выборе средств для достижения цели». 2 марта 2011 года решение трибунала было направлено Илюхиным начальнику следственного управления ФСБ В. М. Терехову и президенту Д. А. Медведеву.
Освободившийся в связи со смертью Илюхина мандат депутата Государственной Думы перешел Раисе Горячевой.
Автор нескольких книг, в том числе «Дело М. Горбачёва» (1993), «Вожди и оборотни» (1993), «Спасти Россию» (1995), «Обвиняется Ельцин» (1999), «Путин. Правда, которую лучше не знать» (2011). Печатался в российских и зарубежных изданиях. С 30 сентября 1998 года имел степень, доктора наук в области информационных технологий (право) присваиваемую находящейся в г. Минске негосударственной Международной академией информационных технологий, из-за чего иногда ошибочно назывался доктором юридических наук, член-корреспондент Международной славянской академии наук, образования, искусств и культуры, профессор Международной академии информационных технологий, действительный член (академик) Международной академии информационных процессов и технологий.

### Смерть
19 марта 2011 года Виктор Иванович Илюхин скоропостижно скончался в своём загородном доме в посёлке Кратово до приезда скорой помощи.
Главный судебно-медицинский эксперт, проводивший вскрытие в морге подмосковного города Жуковский, куда было доставлено тело Илюхина, сообщил, что политик скончался в результате обширного затяжного инфаркта, который развивался у него в течение нескольких последних дней и перешёл в критическую фазу вечером 19 марта.
«Мы не спорим с врачами по поводу диагноза, но нас интересуют причины инфаркта, и не только физиологические», — заявил вице-спикер Госдумы, первый зампред ЦК КПРФ Иван Мельников, возглавляющий созданную партией независимую комиссию по расследованию причин смерти Виктора Илюхина. Он подчеркнул, что выяснение всех причин — «вопрос более длительного расследования». Руководство партии ранее назвало смерть Илюхина «весьма странной» и высказало подозрение, что в её причинах «есть политическая составляющая».
Секретарь ЦК КПРФ, депутат Госдумы Сергей Обухов заявил, что руководство КПРФ будет настаивать на проведении независимой медицинской экспертизы по установлению причины скоропостижной смерти В. И. Илюхина: «Он никогда не жаловался на сердце, и мы считаем странным его столь внезапный уход из жизни». Новых значимых данных о причине смерти не публиковалось.
Виктор Илюхин похоронен 22 марта на Троекуровском кладбище.

## Семья
Вдова — Илюхина Надежда Николаевна — бывший адвокат. Двое детей: дочь Екатерина (22.11.1979 — 23.11.2006), работала юридическим консультантом (погибла в ДТП вместе с мужем, 27-летним Имраном Алахвердиевым), сын Владимир — на момент смерти отца учился в школе.

## Звания и награды
- Заслуженный юрист Российской Федерации (2009)
- Медаль «За освобождение Крыма и Севастополя» (17 марта 2014, посмертно)[33]

## Публикации
- Обвиняется президент. Прокурорское расследование (Как страну развалили, или почему возникло в отношении М. С. Горбачёва уголовное дело по статье 64 УК РСФСР — Измена Родине). — М., Палея, 1992, 56 с., 100 000 экз., ISBN 5-86020-305-9
- Виктор Илюхин Вожди и оборотни. — М., Палея, 1994. — Тираж 10000 экз. — ISBN 5-86020-273-3. — 210 с.
- Путин. Правда, которую лучше не знать. — М., Алгоритм, 2011, 240 с.
- Война за Россию. «Третьего президента мне не пережить…» — М.: Алгоритм, 2011, 240 с.
- Красный прокурор. — М.: Алгоритм, 2012. — 304 с. — (К годовщине смерти В. Илюхина). — 4000 экз., ISBN 978-5-4438-0007-3

### Интервью
- Все интервью В. И. Илюхина на радиостанции Архивная копия от 6 июня 2009 на Wayback Machine «Эхо Москвы»
- Все интервью В. И. Илюхина на радиостанции Архивная копия от 17 декабря 2011 на Wayback Machine «Русская Служба Новостей»
- Все интервью В. И. Илюхина на радиостанции Архивная копия от 11 июня 2013 на Wayback Machine «Финам FM»
- Правительство должно уйти в отставку Онлайн конференция Виктора Илюхина 26 апреля 2010 года.
- Катынь: новые факты. Архивная копия от 1 мая 2010 на Wayback Machine Пресс-конференция в редакции газеты «Аргументы и факты» 28 апреля 2010 года. (видео)
- Поляков в Катыни расстреляли немцы Онлайн конференция Виктора Илюхина 3 декабря 2010 года.
- «Узбекские» миллионы Гдляна «воевали» в Нагорном Карабахе — Интервью Виктора Илюхина «Вести Азербайджан» 08.09.2010 года
- Интервью В. Илюхина. «Они привыкли воровать» // Издательский дом «Новый Взгляд» Социалистическая Россия : газета. — М., 1997. — № 4. — С. 2.